# Marisora pergravis
Marisora pergravis — вид сцинкоподібних ящірок родини сцинкових (Scincidae). Ендемік Колумбії.

## Поширення і екологія
Marisora pergravis мешкають на островах Провіденсія і Санта-Каталіна, розташованих у південно-західній частині Карибського моря. Вони живуть на бананових плантаціях, в чагарникових заростях і сухих тропічних лісах.